# Berg, Bas-Rhin
 Berg  là một xã thuộc tỉnh Bas-Rhin trong vùng Grand Est đông bắc Pháp.